# Utah Opera

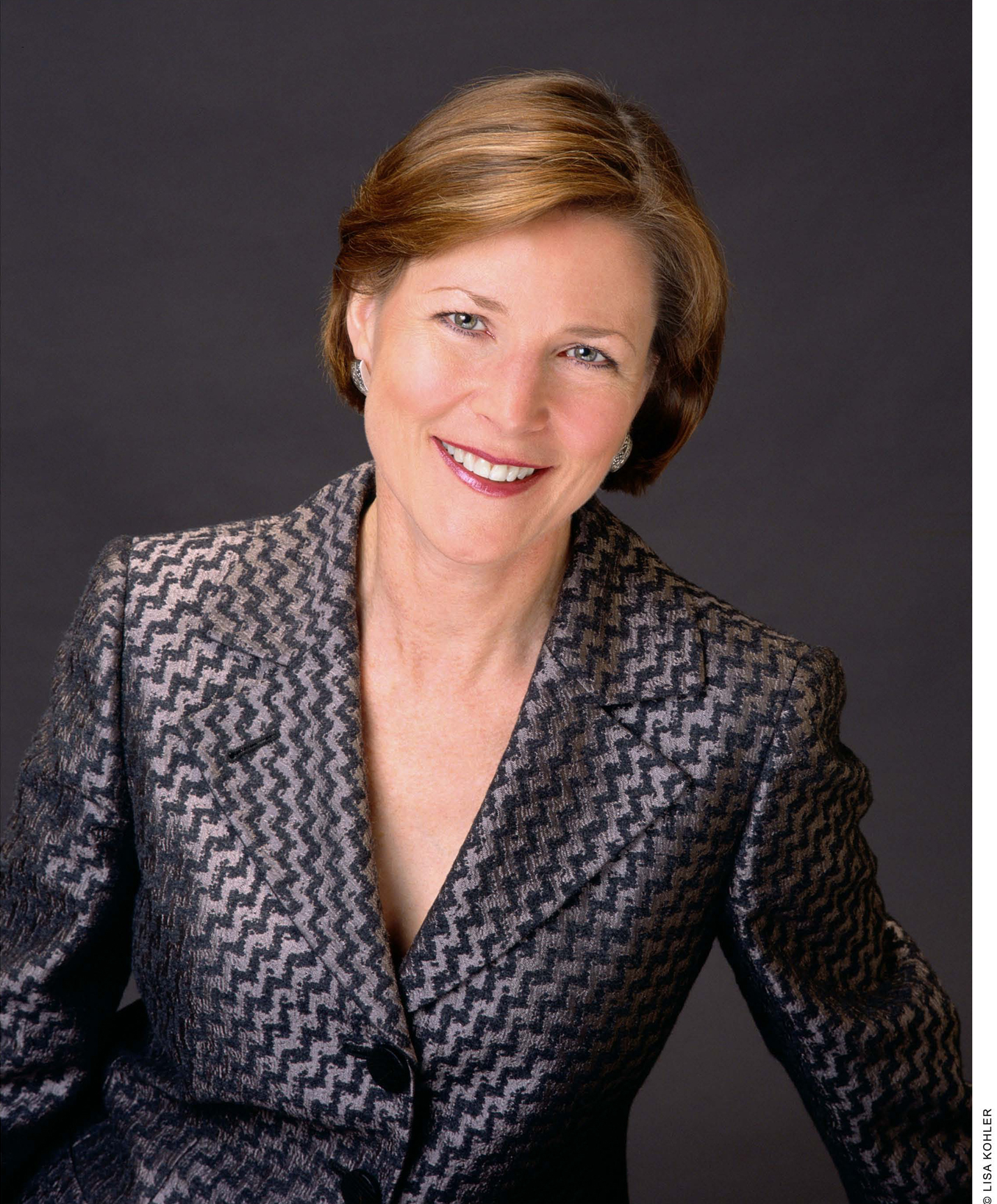
Anne Ewers, Direttore Generale 1991-2007

La Utah Opera è una compagnia d'opera americana che è stata fusa con la Utah Symphony dal luglio 2002, con un pubblico complessivo di oltre 150.000 spettatori all'anno.

## Storia
Nel 1978 la compagnia Utah Opera ha presentato la sua prima produzione de La bohème di Puccini. Il direttore generale fondatore era il tenore Glade Peterson. Dopo la morte di Peterson, nel 1990, Anne Ewers fu nominata Direttore Generale nel 1991, con un incarico caratterizzato dal casting di artisti più giovani. Nel 1996-97 la compagnia ha aumentato il numero di produzioni annuali da tre a quattro. La crescente popolarità delle esibizioni della compagnia ispirò la crescita da una stagione di tre produzioni a una stagione di quattro produzioni a partire dal 1996-97. Nel 2002 la compagnia si fuse con la Utah Symphony e la Ewers fu nominata presidente e CEO. L'attuale direttore artistico della Utah Opera è Christopher McBeth.

## Educazione
Nell'autunno del 1977 Glade Peterson iniziò programmi di istruzione e sensibilizzazione. Nella stagione 1980-81 il programma Opera in the Schools aveva raggiunto 30.000 studenti dello Utah. Cantanti della compagnia si esibirono in 61 scuole pubbliche, ovunque, da Saint George a Wendover. I loro sforzi furono premiati; un articolo su "Utah Opera Notes", la newsletter triennale dell'opera, affermava che il bambino di sei anni Richard Daniel Vernon, il più giovane collaboratore registrato della Utah Opera Company, aveva donato $1,25 in contanti dopo avere sentito che senza appoggio finanziario, la compagnia della Utah Opera non sarebbe stata in grado di continuare le esibizioni e lui non avrebbe potuto continuare ad ascoltare la sua musica preferita.

## Produzioni

### Commissioni
Nel 1996 la Utah Opera ha presentato la prima mondiale di Dreamkeepers. Nel 2007 ha co-commissionato The Grapes of Wrath di Michael Korie e Ricky Ian Gordon nel 2007. La prima dello stato occidentale dell'Opera ebbe luogo nel Janet Quinney Lawson Capitol Theatre dello Utah.
Nella stagione del 40º anniversario 2017-2018, la compagnia ha creato una nuova produzione dell'opera Moby-Dick di Jake Heggie e Gene Scheer, che debuttò nel 2010 alla Dallas Opera.
Alla fine della stagione 2018-2019 la Utah Opera ha commissionato una serie di quattro brevi opere nel suo progetto 10-Minute Opera per commemorare il 150º anniversario del completamento della US First Transcontinental Railroad. Le quattro opere, tutte legate tematicamente alla ferrovia, sono state dirette dal drammaturgo Omer Ben Seadia e hanno avuto un programma di tre giorni in anteprima dal 20 al 22 maggio 2019, a partire da Brigham City, Utah, poi a Ogden, Utah, presso la storica Union Station (Ogden, Utah), con la prima esibizione a Salt Lake City.
Le quattro opere sono:
- The Stone, the Tree, and the Bird del compositore Jacob Lee e della librettista Christine McDonough
- Completing the Picture del compositore Michael Ching e della librettista/ricercatrice/coreografa Victoria Panella Bourns
- Burial, del compositore Tony Solitro e del librettista Paisley Rekdal
- No Ladies in the Lady's Book della compositrice Lisa Despain e della librettista Rachel Peters

### Olimpiadi della cultura Olimpiadi del 2002
Nel 2002 la Utah Opera ha partecipato alle Olimpiadi della Cultura del 2002, una serie di performance e installazioni Archiviato il 7 luglio 2019 in Internet Archive. artistiche legate ai XIX Giochi olimpici invernali tenutisi a Salt Lake City, Utah, offrendo una performance di A Little Night Music di Stephen Sondheim. Il musical è stato selezionato in parte perché Sondheim è un compositore americano, e quindi per rappresentare l'opera americana al pubblico internazionale. Lo spettacolo del 5 febbraio 2002 è stato offerto in aggiunta ai cinque spettacoli della stagione regolare tra la fine di gennaio e l'inizio di febbraio 2002. Tutti gli spettacoli si sono svolti nello storico Capitol Theatre nel centro di Salt Lake City.

## Studi di produzione
La Utah Opera ha acquistato i suoi studi di produzione nel 1995, utilizzando l'edificio per le prove, l'amministrazione, la scenografia ed il magazzino dei costumi. Negli anni successivi gli studi di produzione furono ampliati, rimodellando i 3.595 metri quadrati esistenti e costruendo altri 2.787 metri quadrati. Vanta uno spazio per le prove molto ampio, uno spazio altrettanto ampio per la costruzione/progettazione delle scenografie, un negozio per la progettazione/costruzione di costumi e parrucche, un ampio deposito di costumi e scenografie, uno spazio per le prove di ballo e uffici amministrativi. Set e costumi vengono regolarmente noleggiati dalla Utah Opera da compagnie d'opera negli Stati Uniti.

### Reparto costumi
Il reparto costumi si trova negli studi di produzione della Utah Opera. Nel 1978 Susan Allred è stata nominata capo designer del reparto costumi, posizione che ha ricoperto per più di 30 anni. Macchine, tavoli da taglio e pavimenti altamente dettagliati consentono la produzione di costumi. Questo lavoro può richiedere da 6 mesi a un anno per essere completato per un singolo spettacolo. Ci sono più di 150.000 singoli pezzi di inventario nel reparto costumi, inclusi piccoli pezzi come cravatte, cinture, cappelli, scarpe e cravatte. Il magazzino per questi materiali è così grande che i dipendenti usano le mappe per trovare gli oggetti necessari. L'inventario è organizzato in 11 file di scaffali con 2-3 strati di vestiti per fila, con stanze separate per oggetti più piccoli come scarpe, cravatte e gioielli.
Il reparto costumi organizza il noleggio di almeno 18-20 produzioni complete ogni anno e noleggia pezzi per singoli spettacoli o parziali tutto l'anno. Le misurazioni vengono inviate al negozio e tutte le modifiche vengono completate lì, per garantire che la qualità dei costumi rimanga incontaminata. Il numero totale di produzioni in costume nel deposito è 45, con le più popolari La bohème, Madama Butterfly e Il barbiere di Siviglia.

## Stagione del 40º anniversario
La stagione del 40º anniversario (2017-2018) è iniziata con "40 Days of Opera", un festival culturale con 40 giorni di eventi operistici locali dal 1º settembre al 15 ottobre, culminato nella produzione de La bohème, e caratterizzato da un gala con Renée Fleming per assistere i programmi educativi della Utah Opera, oltre a La bohème di Puccini, Moby-Dick di Heggie e Scheer, una doppia partitura di Leoncavallo, Pagliacci e Gianni Schicchi di Puccini e Il pipistrello di Johann Strauss.